# Saint-Mars-sur-Colmont
Saint-Mars-sur-Colmont település Franciaországban, Mayenne megyében. Lakosainak száma 440 fő (2022. január 1.). Saint-Mars-sur-Colmont Le Pas, Brecé, Châtillon-sur-Colmont és Oisseau községekkel határos.

## Népesség
A település népessége az elmúlt években az alábbi módon változott:
| Lakosok száma | 624  | 470  | 451  | 458  | 456  | 469  | 469  | 454  | 452  | 440  |
|               | 1968 | 1982 | 1990 | 2006 | 2013 | 2015 | 2017 | 2019 | 2020 | 2022 |